# 翦知湣
翦知湣（1966年12月—），湖南常德人，维吾尔族，中国海洋地质学家。主要从事古海洋学与海洋微体古生物学领域的研究，他及其团队的主要研究成果包括：发现了末次冰盛期西太平洋深层水团的影响急剧增强；通过对全新世黑潮变迁的高分辨率研究发现了其1500年的变化周期；从海洋角度对东亚冬季风与夏秀风的不同驱动机制进行阐释；建立了南海深海区百余万年来的古气候长序列记录；对南洋大洋钻探的研究首次找到上新世晚期东亚冬季风急剧增强的证据等。他的研究使得对中国海区古海洋学的研究向三维高分辨率与长时间序列发展。

## 生平
1987年毕业于北京大学地质系古生物与地层学专业。后赴同济大学海洋地质与地球物理系攻读研究生，1993年获博士学位。此后留校任教；
1995年前往德国基尔大学古生物研究所做访问学者。1996年任副教授。1999年起升任教授。同年作为洪堡学者赴基尔大学地球科学系从事研究工作；
2000年受聘为教育部长江学者特聘教授。2005年被聘为首届同济特聘教授。现为海洋地质国家重点实验室主任。
2023年11月22日，翦知湣當選中国科学院院士。